# Nijépolé
Nijépolé (en macédonien Нижеполе) est un village du sud-est de la Macédoine du Nord, situé dans la municipalité de Bitola. Le village comptait 186 habitants en 2002.

## Démographie
Lors du recensement de 2002, le village comptait :
- Valaques : 105
- Macédoniens : 47
- Albanais : 30
- Turcs : 4